# Willem VI van Angoulême
Willem VI van Angoulême (overleden te Messina op 7 augustus 1179) was van 1140 tot aan zijn dood graaf van Angoulême. Hij behoorde tot het huis Taillefer.

## Levensloop
Willem VI was de oudste zoon van graaf Wulgrin II van Angoulême en diens echtgenote Pons, dochter van graaf Rogier Poitevin van La Marche. In 1140 volgde hij zijn vader op als graaf van Angoulême.
In 1167 kwam Willem samen met graaf Adelbert IV van La Marche en Godfried van Lusignan in opstand tegen koning Hendrik II van Engeland, die de echtgenoot was van hertogin Eleonora van Aquitanië. De revolte werd echter in 1169 neergeslagen. In 1173 ondersteunde Willem de revolte van de jonge Richard Leeuwenhart tegen zijn vader Hendrik II, maar ook die verliep onsuccesvol.
In 1176 kwam Willem VI samen met andere leidende edelen uit Aquitanië, zoals burggraaf Adhémar V van Limoges, in opstand tegen Richard Leeuwenhart, die inmiddels hertog van Aquitanië geworden was. Toen zijn zoon Wulgrin III een vernietigende nederlaag leed in een veldslag tegen Richard, moesten de rebellen zich overgeven. 
Als boetedoening moest Willem VI samen met de andere rebellen in 1178 op pelgrimstocht naar Jeruzalem. Tijdens zijn terugreis het jaar nadien stierf hij in de stad Messina, op Sicilië.   

## Huwelijken en nakomelingen
Zijn eerste echtgenote was Emma, dochter van burggraaf Adhémar III van Limoges en weduwe van hertog Willem X van Aquitanië. Het huwelijk bleef kinderloos.
Daarna huwde hij met Margaretha, dochter van burggraaf Raymond I van Turenne en weduwe van burggraaf Adhémar IV van Limoges. Ze kregen volgende kinderen:
- Wulgrin III (overleden in 1181), graaf van Angoulême
- Willem VII (overleden in 1186), graaf van Angoulême
- Adhémar (overleden in 1202), graaf van Angoulême
- Almodis, huwde eerst met heer Amanieu IV van Albret en daarna met burggraaf Bernard III van Brosse
- Griset
- Fulco

## Voorouders
| Voorouders van Willem VI van Angoulême (-1179) | Voorouders van Willem VI van Angoulême (-1179)             | Voorouders van Willem VI van Angoulême (-1179)             | Voorouders van Willem VI van Angoulême (-1179)             | Voorouders van Willem VI van Angoulême (-1179)             | Voorouders van Willem VI van Angoulême (-1179)                     | Voorouders van Willem VI van Angoulême (-1179)                     | Voorouders van Willem VI van Angoulême (-1179)                | Voorouders van Willem VI van Angoulême (-1179)                |
| ---------------------------------------------- | ---------------------------------------------------------- | ---------------------------------------------------------- | ---------------------------------------------------------- | ---------------------------------------------------------- | ------------------------------------------------------------------ | ------------------------------------------------------------------ | ------------------------------------------------------------- | ------------------------------------------------------------- |
| Overgrootouders                                | Fulco van Angoulême (–1087) ∞ Condoha (-)                  | Fulco van Angoulême (–1087) ∞ Condoha (-)                  | Willem Amanieu II van Bénauges (-) ∞ ? (-)                 | Willem Amanieu II van Bénauges (-) ∞ ? (-)                 | Rogier II van Montgomery (1010-1094) ∞ Mabilla van Bellême (-1079) | Rogier II van Montgomery (1010-1094) ∞ Mabilla van Bellême (-1079) | Adelbert II van La Marche (-1088) ∞ ponce (-1080)             | Adelbert II van La Marche (-1088) ∞ ponce (-1080)             |
| Grootouders                                    | Willem V van Angoulême (–1120) ∞ Vitapoi Ivan Bénauges (-) | Willem V van Angoulême (–1120) ∞ Vitapoi Ivan Bénauges (-) | Willem V van Angoulême (–1120) ∞ Vitapoi Ivan Bénauges (-) | Willem V van Angoulême (–1120) ∞ Vitapoi Ivan Bénauges (-) | Rogier Poitevin (1065-1123) ∞ Almodis I van La Marche (-1117)      | Rogier Poitevin (1065-1123) ∞ Almodis I van La Marche (-1117)      | Rogier Poitevin (1065-1123) ∞ Almodis I van La Marche (-1117) | Rogier Poitevin (1065-1123) ∞ Almodis I van La Marche (-1117) |
| Ouders                                         | Wulgrin II van Angoulême (1089–1140) ∞ Pons Poitevin (-)   | Wulgrin II van Angoulême (1089–1140) ∞ Pons Poitevin (-)   | Wulgrin II van Angoulême (1089–1140) ∞ Pons Poitevin (-)   | Wulgrin II van Angoulême (1089–1140) ∞ Pons Poitevin (-)   | Wulgrin II van Angoulême (1089–1140) ∞ Pons Poitevin (-)           | Wulgrin II van Angoulême (1089–1140) ∞ Pons Poitevin (-)           | Wulgrin II van Angoulême (1089–1140) ∞ Pons Poitevin (-)      | Wulgrin II van Angoulême (1089–1140) ∞ Pons Poitevin (-)      |